# ستيفان عزيز كي
ستيفان عزيز كي (بالإسبانية: Stephane Aziz Ki) هو لاعب كرة قدم إسباني، ولد في 3 مارس 1996 في أبيدجان في ساحل العاج. لعب مع نادي أومونيا.

## وصلات خارجية
- ستيفان عزيز كي على موقع قاعدة بيانات كرة القدم.إي يو (الإنجليزية)
- ستيفان عزيز كي على موقع ناشيونال فوتبول تيمز (الإنجليزية)
- ستيفان عزيز كي على موقع Soccerway.com (الإنجليزية)